# David Wilmot (skådespelare)
David Wilmot är en irländsk skådespelare.
Wilmot har bland annat medverkat i TV-serierna Station Eleven och Bodkin. Han har även medverkat i filmen Miraklet.

## Filmografi (i urval)
- 2021–2022 – Station Eleven (TV-serie)
- 2022 – Miraklet
- 2024 – Bodkin (TV-serie)